# Troja (Band)
Troja ist eine kosovarische Heavy-Metal-Band, welche 1990 in Pristina von Bujar Berisha, Florent Bajrami, Agron Ejupi und Violand Shabani gegründet wurde.

## Geschichte
1990 wurde die Band von Sänger Bujar Berisha, Gitarrist Florent Bajrami, Bassist Agron Ejupi und Drummer Violand Shabani gegründet. Ein Jahr nach der Gründung der Band war sie erstmals Vorband auf einem Konzert für die Gruppe Fisnikët.

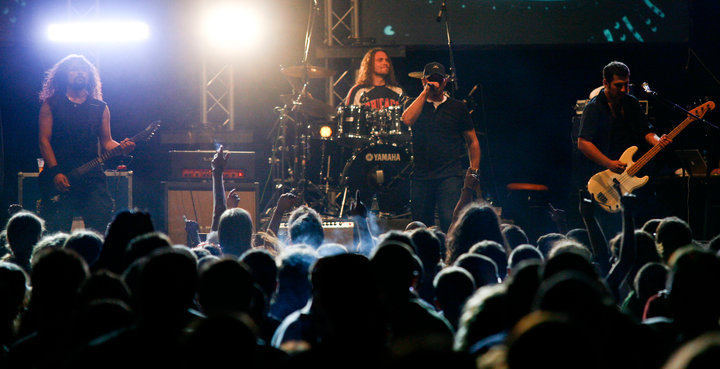
Troja in Prishtina 2011

1993 wurde die Band zum Marigona Rock Bend Festival in Mitrovica eingeladen. Noch im selben Jahr gab die Band Konzerte in Skopje und Peć. Ein Jahr später gewann die Band beim Boom Festival den Award für den Best Evening Of Rock Music. 1995 wurden die Songs "Ekzistenca" und "Për Bekin" aufgenommen. Zwei Jahre später nahm die Band an mehreren Konzerten teil, unter anderem auf dem Show Fest Festival und dem ODA Bend Concert. Zudem nahm die Band im selben Jahr zwei weitere Songs im GEZA-Studio in Peć auf. 5 Jahre später veröffentlichte die Band ihr Debütalbum "People". 2003 veröffentlichte die Band den Videoclip zum Song "People". Dies war ihr erster Videoclip. Dieses Video erhielt im selben Jahr Auszeichnungen für den besten Kameraschnitt und für das beste albanische Rockmusik-Video. Die Preise wurden jeweils in Tirana, Albanien verliehen.
2004 gab die Band weitere Konzerte in Albanien. 2006 veröffentlichte die Band ihr zweites Video zum Song "Jena Na" auf dem Sender ABC Cinema. Im selben Jahr gewann die Band eine Auszeichnung für die beste albanische Rockband. Zudem gaben sie Konzerte beim Radio Live Festival Skopje und im ODA-Theater, welches von 1500 Zuschauern besucht wurde. 2007 nahm die Band am Event "Urban Culture und Subculture" teil. Zwei Jahre später veröffentlichte die Band ihr zweites Album "Amaneti I Clown It".
Laut einem Artikel in der kosovarischen Zeitung Gazeta Express arbeitet die Gruppe an dem dritten Album. Am 17. Februar 2012 spielt die Gruppe im Rahmen der Unabhängigkeitserklärung im Jahr 2008 gemeinsam mit Fisnikët in Gjilan.
Die Band spielte am 31. Mai 2015 auf dem Finale des Top Fests, wo die Gruppe ihr Stück Democraci präsentierte. Am 28. November 2015 sollte die Gruppe ein Konzert in Zürich spielen, allerdings wurde das Konzert wegen Problemen mit dem Visum in das Jahr 2016 verschoben. Im Rahmen dieses Auftrittes präsentiert die Gruppe ihr drittes Studioalbum, an welchem die Band über vier Jahre gearbeitet hat. Am 26. Dezember 2015 erschien mit One das dritte Album der Band.

## Stil
Der Stil, welche die Band spielt variiert zwischen harten Metal-Riffs und harmonischen Klängen albanischer Zupfinstrumente. Die Stimme des Sängers wechselt ebenfalls vom Clean-Gesang bis zum Growls, was häufig von Sängern vieler Thrash-, Death- bzw. auch Black-Metal-Bands verwendet wird. Die Texte sind häufig auf Albanisch, manchmal aber auch auf Englisch verfasst.
Violand Shabani gründete ein musikalisches Nebenprojekt mit dem Namen Land Of Confusion, das Death Metal spielt. 2012 soll das Debütalbum The Empty Voice erscheinen.

## Einfluss in der Politik
Ramush Haradinaj kritisierte die Arbeit der aktuellen Regierung und den Premierminister des Kosovo. Nachdem er Hashim Thaçi und dessen Regierung als Troja für Kosovo bezeichnet hatte, fügte Haradinaj hinzu, dass Troja eine Rockband sei, die die Jugend Kosovos repräsentiert und einen Song herausgebracht haben, wo sie zeigen wollen, dass die aktuelle Führung Kosovo zerstören wollen und dadurch die jungen Kosovo-Albaner zum Fliehen gezwungen werden.
Alle vier Musiker der Band sahen den Kosovo vor der Proklamierung der Unabhängigkeit von Serbien im Jahr 2008 nicht als serbische Provinz an, sondern als Teil Albaniens. Auch fühlen sich die Musiker nicht serbisch, sondern albanisch. Die Bandmitglieder sind Serbien aufgrund der Situation im Kosovo abgeneigt.

## Diskografie

### Alben
- 2003: People
- 2009: Anameti I "Clown" It
- 2015: One

#### People (2003)
People ist das Debütalbum der Band, das 2003 erschien. Die Band produzierte das Album selbst. Es wurde in den GEZA-Studios produziert und beinhaltet 12 Songs, die alle (bis auf "Ata Po Flejne") auf Englisch gesungen wurden. Zu dem Song "People" wurde auch ein Musikvideo gedreht.
Tracklist:
- 1. Intro - I Have A Secret (2:55)
- 2. Come to Me (4:15)
- 3. Reality (3:45)
- 4. People (4:45)
- 5. Mr. Comunista (2:57)
- 6. Ata po Flejnë (4:35)
- 7. Your Mind Is Bad (4:17)
- 8. Mr. M (5:06)
- 9. Liar (4:26)
- 10. Nina Nana (4:16)
- 11. Human Thing (4:23)
- 12. Outro - In Memoriam (2:35)

- Gesamtspiellänge: 48:19 Minuten

#### Amaneti I "Clown" It (2009)
Amaneti I "Clown" It ist das Album, das 2009 veröffentlicht wurde. Es ist wie das Debütalbum selbst produziert und wurde auch in den GEZA-Studios aufgenommen. Das Album beinhaltet 10 Songs, die alle (bis auf "Beautiful World" und "Numb") auf Albanisch gesungen werden. Die albanische Sängerin Flaka Krelani singt im Song "Beautiful World" die Bridge. Im Song "Genjeshtra" singen Kinder im Refrain mit. Zu dem Album erschienen 2 Videos. Das Musikvideo zu "Nuk Po Muj Ma" erschien 2007, zu "Amaneti I Clown It" erschien das Video 2 Jahre später. Letzteres wurde ausgezeichnet für das beste Musikvideo einer albanischen Rockband (2009). Beide Videos kann man auf YouTube sehen.
Tracklist:
- 1. Genjeshtra (4:55)
- 2. Beautiful World (5:02)
- 3. Andrra e Keqe (4:14)
- 4. Amaneti i Clown-it (4:47)
- 5. Krejt Nje Dite (4:12)
- 6. Thuje (4:36)
- 7. Shume Kena Qef (3:11)
- 8. Numb (4:26)
- 9. Duhesh (4:44)
- 10. Nuk po Muj Ma (4:24)

- Gesamtspielzeit: 44:36 Minuten

### Musikvideos
- 2003: People
- 2006: Jena Na
- 2007: Nuk Po Muj Ma
- 2009: Amaneti i Clown-it
- 2010: Mretnesha Kohë

## Nominierungen beim Video Fest
Das Video zum Song "People" erreichte beim Video Fest 2003 den 1. Platz (beste Kamera) und wurde in 3 weiteren Kategorien nominiert. 2006 gewann "Jena Na" den 1. Platz in der Kategorie Bestes Rockmusikvideo. 2009 gewann das Video zum Song "Amaneti I Clown It" zwei erste Plätze in den Kategorien Bestes Rockmusikvideo und Beste Kamera.

## Besonderes
Der Song Ata Po Flejnë war die Einmarsch-Musik des deutschen Kickboxers Besim Kabashi.

## Auszeichnungen
- 1994: Sieger beim Boom Festival (für die beste Abendrockband)
- 2003: Bester Kameraschnitt für das Musikvideo "People" auf dem Video Fest in Pristina (Preis verliehen in Tirana)
- 2003: Bestes albanisches Rockvideo (verliehen in Tirana)
- 2006: Beste albanische Rockband
- 2009: Bestes Musikvideo für den Song Amaneti I "Clown" It[1]